# Mokrouše
Mokrouše (en allemand : Mokrausch) est une commune du district de Plzeň-Ville, dans la région de Plzeň, en République tchèque. Sa population s'élevait à 299 habitants en 2022.

## Géographie
Mokrouše se trouve à 12 km à l'est-sud-est du centre de Plzeň et à 77 km à l'ouest-sud-ouest de Prague.
La commune est limitée par Tymákov à l'ouest et au nord, par Rokycany à l'est et au sud, et par Lhůta au sud.

## Histoire
La première mention écrite de la localité date de 1379.

## Galerie

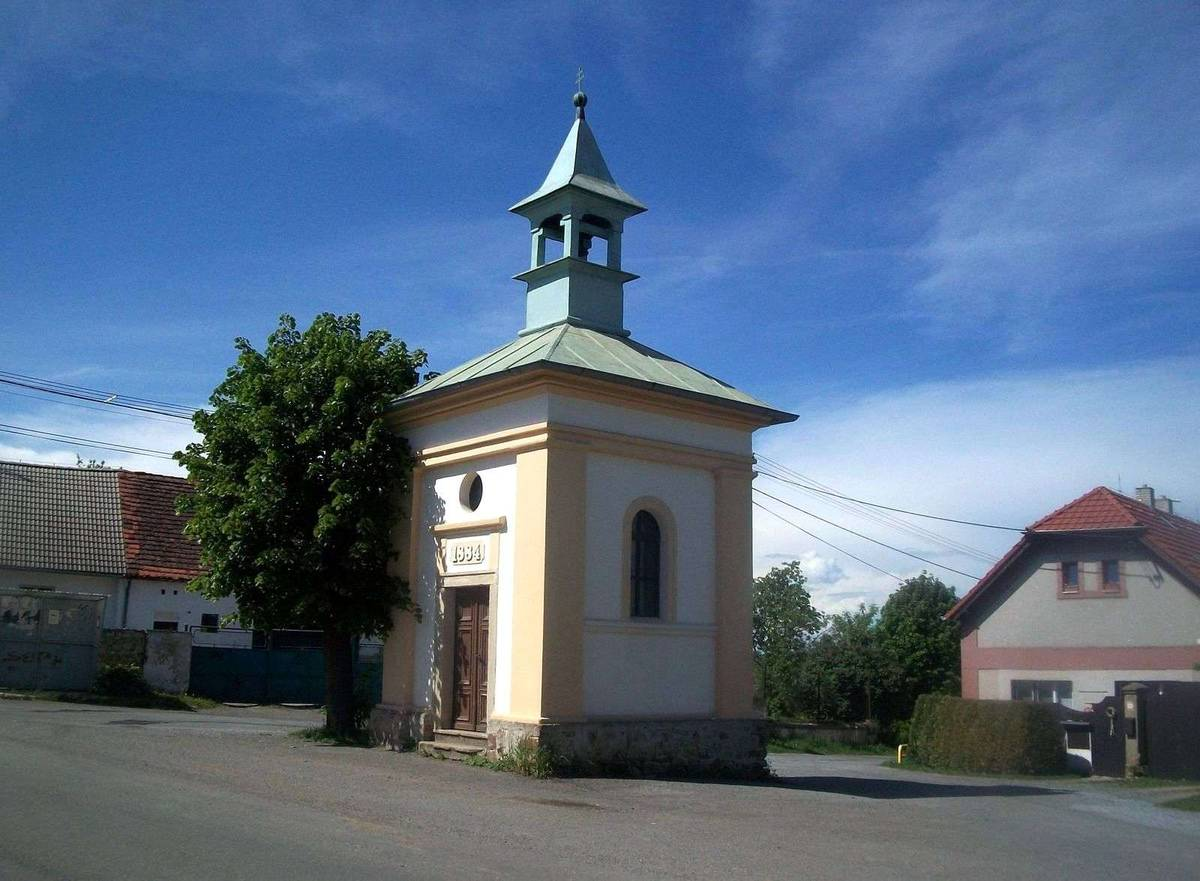
Chapelle à Mokrouše.
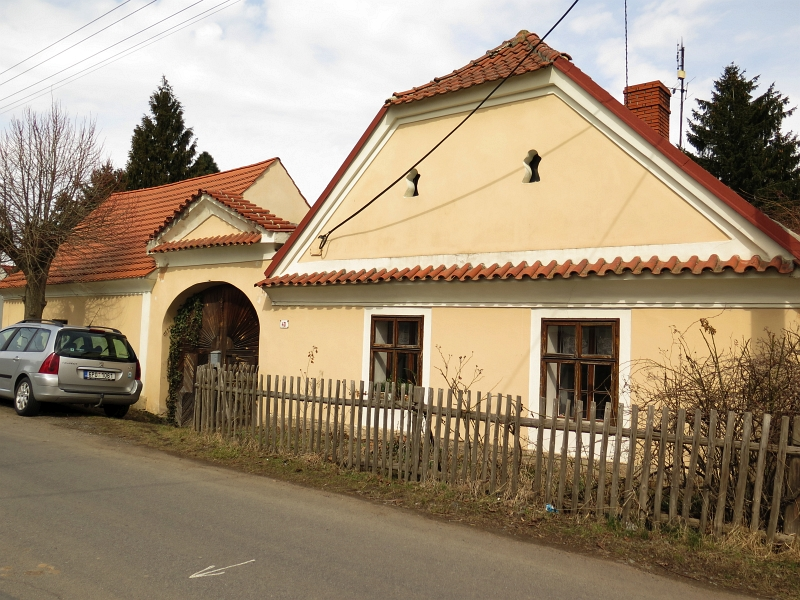
Maison à Mokrouše.

## Transports
Par la route, Mokrouše se trouve à 12 km de Plzeň et à 87 km de Prague.